# 村田夏帆
村田 夏帆（むらた なつほ、2007年〈平成19年〉5月24日 - ）は、日本のヴァイオリニスト。7歳から日本国内外の複数のコンクールで優勝・入賞し、11歳からは日本国内外のオーケストラとの共演や音楽祭に出演、「天才」「世界的ヴァイオリニストの金の卵」と称される。2025年時点で東京音楽大学付属高等学校器楽専攻（ヴァイオリン）3年に特別特待奨学生として在学。

## 経歴
日本国茨城県水戸市生まれ。神尾真由子のドキュメンタリー番組の視聴をきっかけに、3歳半から地元茨城で川又くみこのてほどきでヴァイオリンを始める。7歳から原田幸一郎に師事。
2014年、「第24回日本クラシック音楽コンクール」ヴァイオリン部門小学校低学年の部第3位（1位2位なし）。
2016年、「第1回白寿こどもヴァイオリンコンクール」小学生の部カテゴリー2（小学校3、4年生部門）第1位。
2017年、「第71回全日本学生音楽コンクール」東京大会、同全国大会小学生の部第1位、併せて兎束賞、東儀賞を受賞。
2018年、サン・ヴィート・アル・タリアメント（イタリア）で開催された「イル・ピッコロ・ヴィオリーノ・マジコ国際コンクール」第1位、最年少出場賞、聴衆賞受賞、GEWA賞、Artonus賞を受賞。
同年11歳で東京交響楽団と共演、ソリストとしてデビューする。モスクワ（ロシア）で開催された国際音楽祭「モスクワ・ミーツ・フレンズ」のオープニングセレモニーで、ウラディーミル・スピヴァコフ指揮モスクワ・ヴィルトゥオージと共演、ヴィエニャフスキ：スケルツォ・タランテラを演奏。
同年、モスクワで開催された「若い音楽家のためのシェルクンチク（くるみ割り人形）国際コンクール」弦楽器部門第1位「金のシェルクンチク賞」受賞、同コンクールの審査員であるザハール・ブロンからスイスに招かれ、以後もたびたび指導を受ける
。
2019年からは神尾真由子に師事する。
同年4月カーネギー・ホールで開催された「AADGT(American Association for the Development of the Gifted and Talented)25周年記念コンサート」に出演。
5月、モントリオール（カナダ）で開催された「CMIM（モントリオール国際音楽コンクール）2019 ミニ・ヴィオリーニ（ヴァイオリン）」リサイタル／コンサートに出演、ピエール・アモイヤルから講評を受ける。 
12月、「第20回 シェルクンチク国際コンクール・開会式」（モスクワ）でアントン・シャブロフ(Антон Шабуров)指揮モスクワ・フィルハーモニー管弦楽団と共演、チャイコフスキー：ヴァイオリン協奏曲・第3楽章を演奏。
2020年、「シェルクンチク国際コンクール受賞者によるガラ・コンサート」（サンクトペテルブルク）でアレクサンドル・チェルヌシェンコ指揮サンクトペテルブルク・カペラ交響楽団と共演、モーツァルト：ヴァイオリン協奏曲第3番を演奏。
2022年には「アルゲリッチ＆フレンズ」公演に抜擢され、マルタ・アルゲリッチと同じ舞台に立つ。
同年、シオン (スイス)で開催された「ティボール・ジュニア国際ヴァイオリンコンクール」最年少出場で第1位、ローマのシンクロニア音楽協会特別賞受賞  。
2023年5月、横山奏指揮東京21世紀管弦楽団と共演、ベートーヴェン：ヴァイオリンと管弦楽のためのロマンス第2番 を演奏
。
11月、アンドレア・バッティストーニ指揮東京フィルハーモニー交響楽団と共演、シベリウス：ヴァイオリン協奏曲を演奏

。
12月、ミコラ・ジャジューラ指揮ウクライナ国立フィルハーモニー交響楽団と共演、メンデルスゾーン：ヴァイオリン協奏曲ホ短調を演奏

。
2024年5月、茨城交響楽団と共演、サン=サーンス：ヴァイオリン協奏曲第3番ロ短調作品61を演奏。
6月、大井駿指揮群馬交響楽団と共演、メンデルスゾーン：ヴァイオリン協奏曲ホ短調を演奏。
8月、「第20回クロスター・シェーンタール国際ヴァイオリンコンクール」（ドイツ）第1位、及び  全部門の最高演奏者に贈られる ラインホルト・ウルト（Reinhold Würth）賞、Munteanu賞、GEWA賞受賞。

## 使用楽器
株式会社日本ヴァイオリンから特別貸与されたフェルディナンド・ガリアーノを使用

。
2024年時点はアマティを使用
。

## 評価

### ピエール・アモイヤル
モントリオール、ミニ・ヴィオリーニ2019・コンサートでの審査員ピエール・アモイヤルの講評（英語から和訳）。

## 参考動画
（撮影年代順）
- 「Natsuho Murata｜il Piccolo Competition（村田夏帆 イル・ピッコロ・ヴィオリーノ・マジコ国際コンクール-1）」『YouTube』、The Violin Channel(@theviolinchannel)、2018年7月27日公開 エラー: 日付が正しく記入されていません。。2023年9月21日閲覧。（メンデルスゾーン：ヴァイオリン協奏曲ホ短調・第1楽章。ジャンカルロ・グアリーノ(Giancarlo Guarino)指揮 中央ヨーロッパ管弦楽団 (Mitteleuropa Orchestra)。）

- 「Natsuho Murata｜2018 il Piccolo Violino Magico International Competition（村田夏帆 イル・ピッコロ・ヴィオリーノ・マジコ国際コンクール-2）」『YouTube』、The Violin Channel(@theviolinchannel)、2018年8月2日公開 エラー: 日付が正しく記入されていません。。2023年9月21日閲覧。（モーツァルト：ヴァイオリン協奏曲第1番・第1楽章。ジャンカルロ・グアリーノ指揮 中央ヨーロッパ管弦楽団。）

- 「ХV Международный фестиваль "Москва встречает друзей"（第15回モスクワ国際フェスティバル "モスクワ・ミーツ・フレンズ"）」『YouTube』、全ロシア国営テレビ・ラジオ放送会社・文化テレビチャンネル(@SMOTRIM_KULTURA)、モスクワ音楽堂（ロシア語版）スヴェトラーノフ・ホール、該当時間: 48分43秒、2018年11月22日公開 エラー: 日付が正しく記入されていません。。2023年9月22日閲覧。（ヴィエニャフスキ：スケルツォ・タランテラ。ウラディーミル・スピヴァコフ指揮モスクワ・ヴィルトゥオージ。）

- 「Щелкунчик. XIX Международный конкурс юных музыкантов. Торжественное закрытие（第19回 若い音楽家のためのシェルクンチク（くるみ割り人形）国際コンクール・決勝（2018年））」『YouTube』、全ロシア国営テレビ・ラジオ放送会社・文化テレビチャンネル(@SMOTRIM_KULTURA)、チャイコフスキー記念コンサート・ホール（モスクワ）、該当時間: 2分52秒、2018年12月12日公開 エラー: 日付が正しく記入されていません。。2023年9月19日閲覧。（メンデルスゾーン：ヴァイオリン協奏曲ホ短調・第3楽章。ミーシャ・ダメフ（英語版）(Миша Дамев)指揮モスクワ・フィルハーモニー管弦楽団。弦楽器部門金賞（第1位）村田夏帆。）

- 「Natsuho Murata｜CMIM 2019｜Récital Mini Violoni（村田夏帆 CMIM 2019 ミニ・ヴィオリーニ（ヴァイオリン）・リサイタル）」『YouTube』、モントリオール国際音楽コンクール(@ConcoursMontreal)、2019年5月28日公開 エラー: 日付が正しく記入されていません。。2023年9月19日閲覧。（サン=サーンス：序奏とロンド・カプリチオーソ、ヴィエニャフスキ：スケルツォ・タランテラ。スザンヌ・ブロンダン(Suzanne Blondin)（ピアノ）[57]。）

- 「Natsuho Murata｜CMIM Violon/Violin 2019｜Mini Concerti（村田夏帆 CMIM 2019 ミニ・ヴィオリーニ（ヴァイオリン）・コンサート）」『YouTube』、モントリオール国際音楽コンクール(@ConcoursMontreal)、2019年5月29日公開 エラー: 日付が正しく記入されていません。。2023年9月19日閲覧。（ヴィヴァルディ：協奏曲集『四季』より第4番『冬』、審査員ピエール・アモイヤルによる講評。チョーリャン・リン指揮 I Musici de Montréal（英語版）。）

- 「AADGT_ Natsuho Murata performs SAINT-SAENS and H. WIENIAWSKI（AADGT 村田夏帆演奏によるサン=サーンス、ヴィエニャフスキ）」『YouTube』、THE AMERICAN ASSOCIATION FOR DEVELOPMENT OF THE GIFTED AND TALENTED(@aadgtmedia517)、2022年8月31日公開（2019年6月7日収録） エラー: 日付が正しく記入されていません。。2023年9月19日閲覧。（サン=サーンス：序奏とロンド・カプリチオーソ、ヴィエニャフスキ：スケルツォ・タランテラ。）

- 「XX Международный телевизионный конкурс юных музыкантов "Щелкунчик". Торжественное открытие（第20回 若い音楽家のためのシェルクンチク（くるみ割り人形）国際コンクール・開会式（2019年））」『YouTube』、全ロシア国営テレビ・ラジオ放送会社・文化テレビチャンネル(@SMOTRIM_KULTURA)、チャイコフスキー記念コンサート・ホール（モスクワ）、該当時間: 10分43秒、2019年12月3日公開 エラー: 日付が正しく記入されていません。。2023年9月19日閲覧。（チャイコフスキー：ヴァイオリン協奏曲・ニ長調作品35 第3楽章フィナーレ。アントン・シャブロフ指揮モスクワ・フィルハーモニー管弦楽団。）

- 「Гала-концерт лауреатов конкурса "Щелкунчик" в Санкт Петербурге @Телеканал Культура（サンクトペテルブルクでの『シェルクンチク（くるみ割り人形）国際コンクール』受賞者によるガラ・コンサート（2020年））」『YouTube』、全ロシア国営テレビ・ラジオ放送会社・文化テレビチャンネル(@SMOTRIM_KULTURA)、サンクトペテルブルク国立アカデミーカペラ、該当時間: 56分55秒、2020年7月9日公開 エラー: 日付が正しく記入されていません。。2023年9月19日閲覧。（モーツァルト：ヴァイオリン協奏曲第3番。アレクサンドル・チェルヌシェンコ（ロシア語版）指揮サンクトペテルブルク・カペラ交響楽団。）

- 「Aspen Online Concert "Save The Young Artists®" 原田幸一郎プロデュース Vol.7 村田夏帆（ヴァイオリン）」『YouTube』、株式会社アスペン(@aspenincorporated2073)、2023年2月3日公開（2020年7月収録） エラー: 日付が正しく記入されていません。。2023年9月21日閲覧。（シューベルト：ヴァイオリン・ソナタ （ソナチネ）第1番、ヴィエニャフスキ：スケルツォ・タランテラ、バッハ：無伴奏ヴァイオリン・パルティータ第2番「シャコンヌ」、サン=サーンス：序奏とロンド・カプリチオーソ。三又瑛子（ピアノ）。）

- 「Natsuho Murata - Menuhin Competition Richmond 2021, Junior First Rounds（村田夏帆 - リッチモンド・メニューイン・コンクール2021 ジュニア第1ラウンド）」『YouTube』、Menuhin Competition(@MenuhinCompetition)、2021年04月29日公開 エラー: 日付が正しく記入されていません。。2023年9月20日閲覧。（クライスラー：カプリス・ヴィエノワ、ロード：無伴奏ヴァイオリンのための24のカプリス 作品22より第4番ホ短調、テレマン：無伴奏ヴァイオリンのための幻想曲第10番ニ長調。カワウチエリコ（ピアノ）。   ）

- 「IMA2021ライジングスター・オンラインコンサート」『YouTube』、いしかわミュージックアカデミー(@ishikawa-music-academy)、該当時間: 34秒、2021年12月17日公開 エラー: 日付が正しく記入されていません。。2023年9月20日閲覧。（イザイ：無伴奏ヴァイオリン・ソナタ第3番「バラード」。山縣美季（ピアノ）[58]。）

- 「Concours Tibor Junior 2022 - Finale - Natsuho Murata（ティボール・ジュニア国際ヴァイオリンコンクール決勝 第1位 村田夏帆（2022年））」『YouTube』、Le Sion Festival(@LeSionFestival)、2022年10月26日公開 エラー: 日付が正しく記入されていません。。2023年9月19日閲覧。（バッハ：2つのヴァイオリンのための協奏曲 テディ・パパヴラミ（ヴァイオリン）[59]、ワックスマン：カルメン幻想曲、エルンスト：「夏の名残のばら」による変奏曲。チェ・スヨル(Soo-Yeoul Choi)指揮韓国チェンバー・オーケストラ(Korean Chamber Orchestra)[39]。）

- 「Uri Brener, Dance Macabre, Tibor Junior Competition 22 - Natsuho Murata（ウリ・ブレナー：「死の舞踏」『ティボール・ジュニア国際ヴァイオリンコンクール』村田夏帆（2022年））」『YouTube』、uribrenermusic(@uribrenermusic)、2022年11月13日公開 エラー: 日付が正しく記入されていません。。2023年9月19日閲覧。ウリ・ブレナー（ドイツ語版）：「死の舞踏」。）

- 「Tibor Junior Competition 2022 - REPLAY」『sion-violon-musique.ch』1of 4(August 30th, 1st round)[46:46] A. Pärt, Passacaglia pour 2 violons et orchestre、[01:07:35] A. Vivaldi, Concerto pour violon en fa mineur, Op. 8 n°4, RV 297, dit L’Hiver、N. Paganini / R. Schumann, Caprice n°11、2of 4(2nd round)[01:04:52]F. Schubert, Rondo pour violon et cordes en la majeur, D438、M. Weinberg,oncertino pour violon et cordes, Op. 42, I. Allegretto cantabile、U. Brener, Danse Macabre pour violon et orchestre de chambre

- 「SINCRONìA - Concerto integrale Natsuho Murata (4/3/2023)（SINCRONìA - 村田夏帆 フル・コンサート (2023/4/3)）」『YouTube』、SINCRONìA Musica(@sincroniamusica4534)、ローマ、サラ・バルディーニ、2023年4月23日公開 エラー: 日付が正しく記入されていません。。2023年9月20日閲覧。（メンデルスゾーン：ヴァイオリン協奏曲ホ短調、シューベルト：ヴァイオリンとピアノのためのソナタ イ長調、モーツァルト：ヴァイオリンと管弦楽のためのロンド ハ長調 K373。ミケランジェロ・カルボナーラ（フランス語版）（ピアノ）。※シンクロニア音楽協会特別賞受賞を記念しての演奏会[40][41]。）